# Луноход-1
«Луноход-1» (Апарат 8ЕЛ № 203) — перший у світі планетохід (місяцехід), який успішно працював на поверхні іншого небесного тіла — Місяці. Належить до серії радянських дистанційно-керованих самохідних апаратів «Луноход» для дослідження Місяця (проєкт Е-8).
Призначався для вивчення особливостей місячної поверхні, радіоактивного й рентгенівського космічного випромінювання на Місяці, хімічного складу та властивостей ґрунту.
Маса планетохода склала 756 кг, довжина з відкритою сонячною батареєю — 4,42 м, ширина — 2,15 м, висота — 1,92 м. Діаметр коліс — 510 мм, ширина — 200 мм, колісна база — 170 мм, ширина колії — 1600 мм.
Був доставлений на поверхню Місяця 17 листопада 1970 радянською автоматичною міжпланетною станцією «Луна-17» і пропрацював на її поверхні до 29 вересня 1971 року (в цей день був проведений останній успішний сеанс зв'язку з апаратом).

## Історія
17 листопада 1970 радянською автоматичною станцією «Луна-17» був доставлений на поверхню Місяця самохідний апарат «Луноход-1», призначений для комплексних досліджень місячної поверхні.
Створення та запуск місячного самохідного апарата стало важливим етапом у вивченні Місяця. Ідея створення місяцеходу народилася в 1965 в ОКБ-1 (нині РКК «Енергія» ім. С. П. Корольова). В рамках радянської місячної експедиції місяцеходу відводилося не останнє місце. Два місяцеходи мали детально обстежити передбачувані райони примісячення і виконувати роль радіомаяків при посадці місячного корабля. Планувалося використовувати місяцехід ще й для транспортування космонавта на поверхні Місяця.

### Конструкція

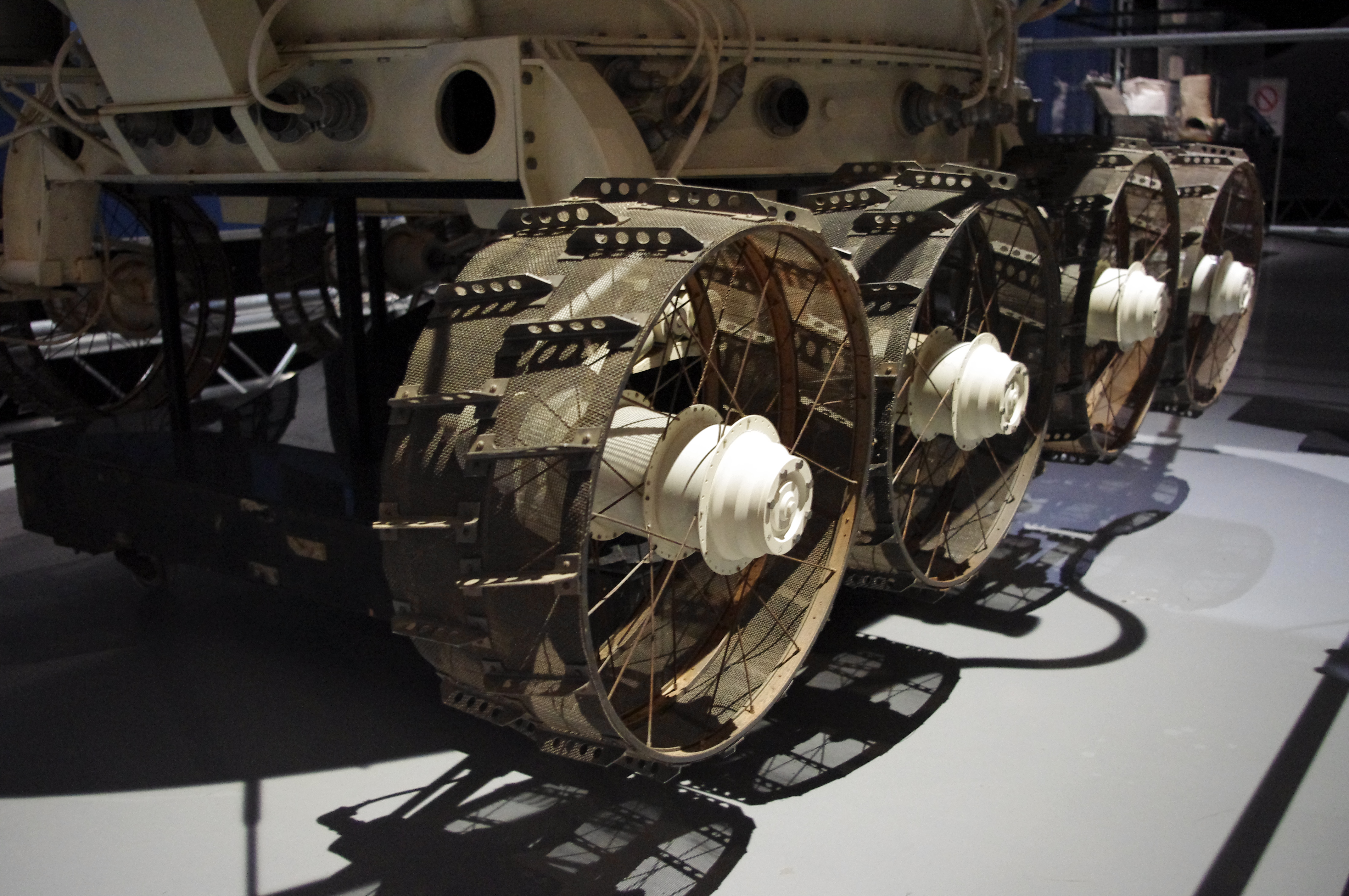
Колеса «Лунохода»

Створення місяцеходу було доручено машинобудівному заводу ім. С. А. Лавочкіна (нині НВО ім. С. А. Лавочкіна) і ВНДІ-100 (нині ВАТ «ВНІІТрансмаш»).
Відповідно до затвердженої кооперації Машинобудівний завод імені С. А. Лавочкіна відповідав за створення всього космічного комплексу, в тому числі і за створення місяцеходу, а ВНДІ-100 — за створення самохідного шасі з блоком автоматичного управління рухом і системою безпеки руху. Ескізний проєкт місяцеходу був затверджений восени 1966. До кінця 1967 була готова вся конструкторська документація.
Сконструйований автоматичний самохідний апарат «Луноход-1» був гібридом космічного апарата та транспортного засобу високої прохідності. Він складався з двох основних частин: восьмиколісного шасі і герметичного приладового контейнера.
Кожне з 8 коліс шасі було провідним і мало електродвигун, розташований в маточині колеса. У приладовому контейнері місяцеходу крім службових систем перебувала наукова апаратура: прилад для аналізу хімічного складу місячного ґрунту, прилад для дослідження механічних властивостей ґрунту, радіометричне обладнання, рентгенівський телескоп і лазерний кутовий відбивач французького виробництва для точкового виміру відстаней. Контейнер мав форму зрізаного конуса, причому верхня основа конуса, що служила радіатором-охолоджувачем для скидання тепла, мала більший діаметр, ніж нижня. На час місячної ночі радіатор закривався кришкою.
Внутрішня поверхня кришки була покрита фотоелементами сонячної батареї, що забезпечувало підзарядку акумуляторної батареї протягом місячного дня. У робочому положенні панель сонячної батареї могла розташовуватися під різними кутами в межах 0-180 градусів, щоб оптимально використовувати енергію Сонця за різних його висотах над місячним горизонтом.
Сонячна батарея і працюючі з нею в комплексі хімічні акумулятори використовувалися для живлення електроенергією численних агрегатів і наукових приладів місяцеходу.
На місяцеході була влаштована система терморегуляції герметичного відсіку, яка забезпечувала нормальні умови для функціонування всіх систем місяцеходу. Вона складалася з гарячого контуру, що включав ізотопне джерело тепла з теплообмінником, і холодного контуру, в який входили радіатор-охолоджувач, що випромінює тепло в простір, і чотири випарника-теплообмінника. Протягом місячного дня, що триває 13,66 земної доби, коли освітлений Сонцем борт місяцеходу нагрівався до +150 °C, а протилежний, що перебував в тіні, був майже на 300 градусів холодніший, вентилятор ганяв повітря по контейнеру, а скидання тепла здійснювалося через верхнє днище приладового відсіку, яке одночасно було радіатором-охолоджувачем. Під час місячної ночі, коли температура сягала мінус 170 градусів, для підігріву приладового контейнера використовувалося радіоізотопне джерело тепла.
У передній частині приладового відсіку були розташовані ілюмінатори телевізійних камер, призначених для управління рухом місяцеходу і передачі на Землю панорам місячної поверхні і частини зоряного неба, Сонця і Землі.
Загальна маса місяцеходу становила 756 кг, його довжина з відкритою кришкою сонячної батареї 4,42 м, ширина 2,15 м, висота 1,92 м. Діаметр коліс — 510 мм, ширина — 200 мм, колісна база — 1700 мм, ширина колії — 1600 мм.
Обладнання
- Дві телекамери (одна резервна), чотири панорамних телефотометра,
- Рентгенівський флуоресцентний спектрометр РИФМА,
- Рентгенівський телескоп РТ-1,
- Одометр-пенетрометр ПрОП,
- Детектор радіації РВ-2Н,
- Лазерний рефлектор ТЛ

«Луноход-1» був розрахований на 3 місяці роботи на поверхні Місяця.

### Запуск
10 листопада 1970 з космодрому Байконур стартувала триступенева ракета-носій «Протон-К», яка вивела автоматичну станцію «Луна-17» з автоматичним самохідним апаратом «Луноход-1» на проміжну кругову навколоземну орбіту.
Зробивши неповний виток навколо Землі, розгінний блок вивів станцію на траєкторію перельоту до Місяця. 12 і 14 листопада були проведені планові корекції траєкторії перельоту. 15 листопада станція вийшла на орбіту Місяця. 16 листопада були знову проведені корекції траєкторії польоту. 17 листопада 1970 о 3 годині 46 хвилин 50 секунд, за всесвітнім координованим часом, станція «Луна-17» благополучно зробила посадку в Море Дощів на Місяці. Дві з половиною години пішло на огляд місця посадки за допомогою телефотометрів і розгортання трапів. Після аналізу навколишнього оточення була видана команда, і 17 листопада о 9 годині 28 хвилин самохідний апарат «Луноход-1» з'їхав на місячний ґрунт.

### Екіпаж керування

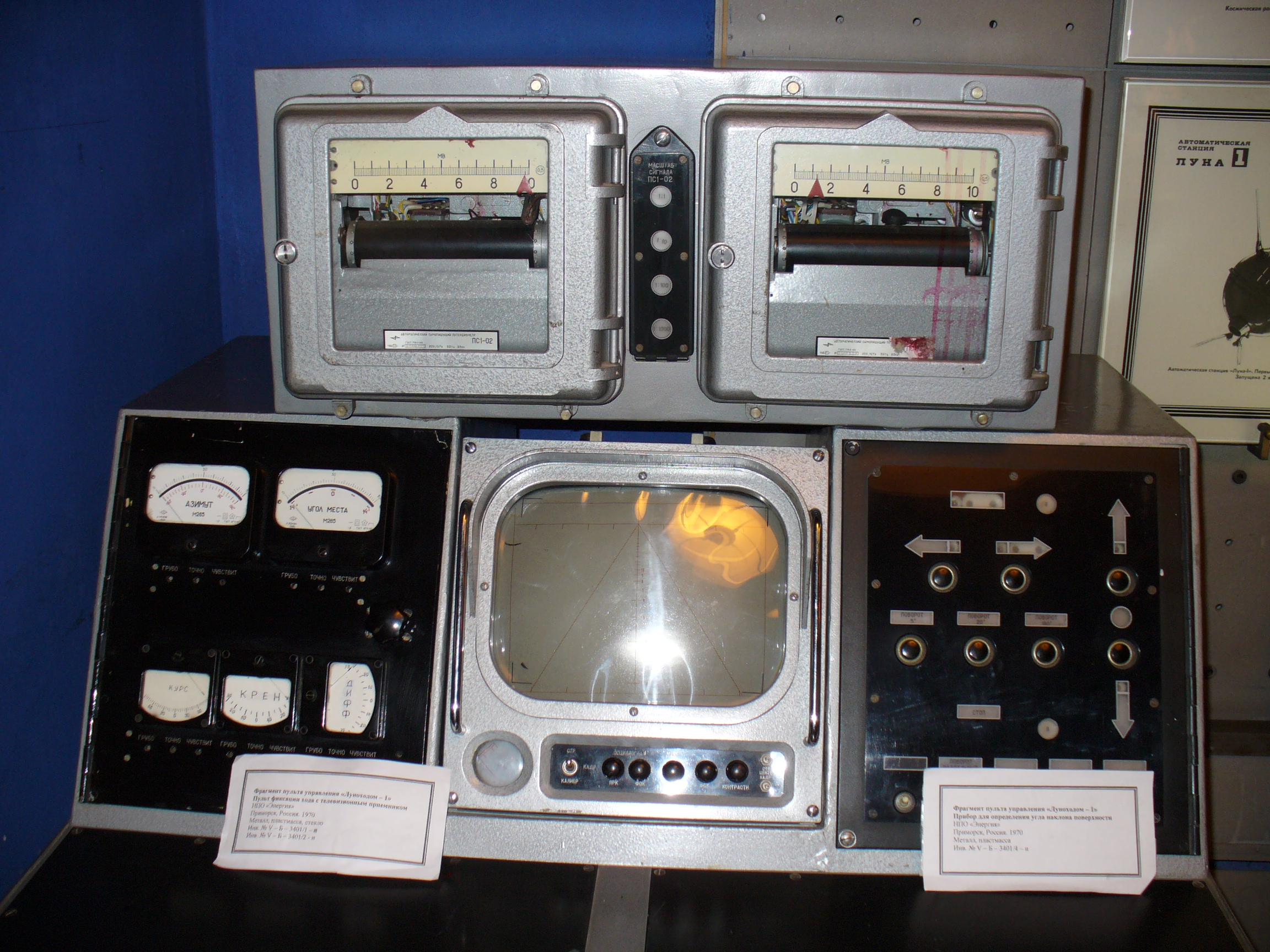
Панель управління «Луноходом»

Місяцехід управлявся дистанційно з Землі з Центру далекого космічного зв'язку. Для його управління був підготовлений спеціальний екіпаж, до складу якого входили командир, водій, штурман, оператор і борт-інженер. Для екіпажу були відібрані військові, які не мали ніякого досвіду управління транспортними засобами, аж до мопедів, щоб земний досвід не був перешкодою при роботі з місяцеходом.
Відібрані офіцери пройшли медкомісію майже таку ж, як космонавти, теоретичне навчання та практичні тренування на спеціальному місяцедромі в Криму, який був ідентичний місячному рельєфу з поглибленнями, кратерами, розломами, розсипом каменів різної величини.
Екіпаж місяцеходу, отримуючи на Землі місячні телевізійні зображення і телеметричну інформацію, за допомогою спеціалізованого пульта управління забезпечував видачу команд на місяцехід. Дистанційне управління рухом місяцеходу мало специфічні особливості, зумовлені відсутністю сприйняття оператором процесу руху, затримками у прийомі і передачі команд телевізійного зображення і телеметричної інформації, залежністю характеристик рухливості самохідного шасі від умов руху (рельєфу і властивостей ґрунту). Це зобов'язувало екіпаж з деяким випередженням передбачити можливий напрямок руху і перешкоди на шляху місяцеходу.
Весь перший місячний день екіпаж місяцеходу пристосовувався до незвичайного телезображення: картинка з Місяця була дуже контрастною, без напівтіней.
Апаратом управляли по черзі, через кожні дві години екіпажі змінювалися. Спочатку планувалися триваліші сеанси, однак практика показала, що через дві години роботи екіпаж був повністю виснажений.

### Подорож
Протягом першого місячного дня проводилося вивчення району посадки станції «Луна-17». Одночасно проходили випробування систем місяцеходу і набуття досвіду водіння екіпажем.
Три перших місяці крім вивчення місячної поверхні «Луноход-1» виконував ще й прикладну програму: в рамках підготовки до підготовлюваного пілотованого польоту він відпрацьовував пошук району посадки місячної кабіни.
20 лютого 1971, після закінчення 4 місячного дня, була виконана первісна тримісячна програма робіт місяцеходу. Аналіз стану і роботи бортових систем показав можливість продовження активного функціонування автоматичного апарата на місячній поверхні. З цією метою була складена додаткова програма роботи місяцехода.
Успішне функціонування космічного апарата тривало 10,5 місяців. За цей час «Місяцехід-1» проїхав 10 540 м, передав на Землю 200 телефотометричних панорам і близько 20 тисяч знімків малокадрового телебачення. У ході зйомки були отримані стереоскопічні зображення найцікавіших особливостей рельєфу, що дозволяють провести детальне вивчення їхньої будови.
«Луноходом-1» регулярно проводилися вимірювання фізико-механічних властивостей місячного ґрунту, а також хімічний аналіз поверхневого шару місячного ґрунту. Він вимірював магнітне поле різних ділянок місячної поверхні.
Лазерна локація із Землі встановленого на місяцеході французького кутникового відбивача дозволила виміряти відстань від Землі до Місяця з точністю до 3 м. Відбивач «Лунохода-1» в перші півтора року роботи забезпечив близько 20 спостережень (перше — 5 грудня 1970), але потім його точне положення втратили.
15 вересня 1971, при настанні одинадцятої місячної ночі, температура всередині герметичного контейнера місяцеходу стала падати, бо вичерпався ресурс ізотопного джерела тепла в системі нічного підігріву. 30 вересня в місці стоянки місяцеходу настане 12 місячний день, але апарат так і не вийшов на зв'язок. Всі спроби увійти з ним в контакт були припинені 4 жовтня 1971.
Пройдені відстані по місячним дням.
| Місячний день           | Відстань, м | Опис                                                                                        |
| ----------------------- | ----------- | ------------------------------------------------------------------------------------------- |
| № 1 (17-24.11.1970)     | 197         | На південний схід, відхід від місячної ночі                                                 |
| № 2 (08-23.12.1970)     | 1522        | На південний схід                                                                           |
| № 3 (07-21.01.1971)     | 1936        | На південний схід, потім північний захід з поверненням 18.01 до місця посадки «Луна-17»     |
| № 4 (07-20.02.1971)     | 1573        | На північ, дослідження кратера діаметром 540 м                                              |
| № 5 (07-20,03.1971)     | 2004        | Дослідження кратерів діаметром 540 і 240 м                                                  |
| № 6 (06-20.04.1971)     | 1029        | Дослідження кратера діаметром 240 м, рух на північний захід, дослідження невеликого кратера |
| № 7 (06-20.05.1971)     | 197         | Складний рельєф в міжкратерній зоні                                                         |
| № 8 (04-11.06.1971)     | 1560        | На північний захід, потім північний схід                                                    |
| № 9 (03-17.07.1971)     | 219         | На північ, дослідження кратера діаметром 200 м                                              |
| № 10 (02-16.08.1971)    | 215         | Дослідження кратера діаметром 200 м                                                         |
| № 11 (31.08-15.09.1971) | 88          |                                                                                             |

Загальний час активного функціонування місяцеходу (301 доба 6 годин 57 хвилин) більш ніж в 3 рази перевищив заданий за технічним завданням.

## Цікаві факти
- 8 березня 1971 оператори «Лунохода-1» на честь свята двічі «намалювали» на місяці колесами цифру «8»[9].
- Колеса для «Лунохода-1» було виготовлено на Харківському велосипедному заводі[10].

## Доля «Лунохода-1» після місії
«Луноход-1» залишився на Місяці. Точне його місце розташування було довгий час невідомо вченим. Через майже 40 років група фізиків під керівництвом професора Тома Мерфі (Tom Murphy) з Каліфорнійського університету в Сан-Дієго відшукала «Луноход-1» на знімках, отриманих американським зондом Lunar Reconnaissance Orbiter (LRO), і використовувала його для наукового експерименту з пошуку невідповідностей в загальній теорії відносності, розробленої Альбертом Ейнштейном. Для цього дослідження ученим необхідно було виміряти орбіту Місяця з точністю до міліметра, що робиться за допомогою лазерних променів.
22 квітня 2010 американські вчені змогли «намацати» кутовий відбивач радянського апарата за допомогою лазерного променя, посланого через 3,5-метровий телескоп обсерваторії «Апач-пойнт» в Нью-Мексико (США) і отримати близько 2 тисяч фотонів, відбитих «Луноходом-1».

## Виноски
1. 1 2  Довгань В. Г. Дистанционное управление луноходами и планетоходами [Архівовано 12 серпня 2020 у Wayback Machine.]
2. ↑  Автоматическая станция «Луна-17» [Архівовано 12 лютого 2010 у Wayback Machine.] на сайті НВО ім. С. А. Лавочкіна
3. ↑  Автоматические межпланетные станции [Архівовано 17 червня 2010 у Wayback Machine.] Астрономический портал " Космонавтика
4. ↑  К 35-летию посадки на Луну первого самоходного аппарата «Луноход 1». Архів оригіналу за 23 лютого 2012. Процитовано 9 серпня 2011.
5. ↑  Шесть лет в марсианской пыли [Архівовано 14 червня 2010 у Wayback Machine.] — Вокруг света
6. ↑  Лунные зонды СССР. Архів оригіналу за 17 січня 2014. Процитовано 9 серпня 2011.
7. ↑  Луноходу — 40 лет [Архівовано 21 лютого 2011 у Wayback Machine.] — Радио «Голос России»
8. ↑  Луноход-1 [Архівовано 25 вересня 2011 у Wayback Machine.] — baikonur-info
9. ↑  Луноходу — 40 лет, интервью Вячеслава Довганя [Архівовано 21 лютого 2011 у Wayback Machine.]. Голос России.
10. ↑  «Луноход» і харків’яни: наш внесок у освоєння Місяця. Слобідський край (укр.). Процитовано 21 січня 2023.
11. ↑  James G. Williams and Jean O. Dickey Lunar Geophysics, Geodesy, and Dynamics 13th International Workshop on Laser Ranging [Архівовано 4 червня 2016 у Wayback Machine.], October 7-11, 2002, Washington, D. C. (англ.)
12. ↑  Lost Soviet Reflecting Device Rediscovered on the Moon (англ.). space.com. 27 апреля 2010 года. Архів оригіналу за 27 грудня 2010. Процитовано 9 серпня 2011.
13. ↑  Видний, наприклад, на світлині M114185541RE [Архівовано 29 грудня 2017 у Wayback Machine.], зробленою LRO 30 листопада 2009 року на 1961 оберті, за информацією на сайті камери LRO [Архівовано 10 квітня 2014 у Wayback Machine.].
14. ↑  LRO — новые находки на Луне. Архів оригіналу за 16 жовтня 2011. Процитовано 9 серпня 2011.
15. ↑  В. Г. Турышев, JPL NASA «Лазерная локация Луны и проверка общей теории относительности» [Архівовано 25 квітня 2013 у Wayback Machine.], Проблемы современной астрометрии, Звенигород 2007, доклад конференции (англ.)(рос.)